# Logan Huffman
Logan Huffman (Indianápolis, 22 de dezembro de 1989) é um ator americano.

## Filmografia

### Cinema
| Ano  | Filme    | Papel        | Notas |
| ---- | -------- | ------------ | ----- |
| 2008 | Lymelife | Blaze Salado |       |

```
 2012 - a smile big as the moon /Scott
```

### Televisão
| Ano             | Filme         | Papel       | Notas        |
| --------------- | ------------- | ----------- | ------------ |
| 2009            | Circledrawers | Lewis       |              |
| 2009            | America       | Marshall    |              |
| 2009 - presente | V             | Tyler Evans | 22 episódios |